# Puente Omdurman
El Puente Omdurman (también conocido como el puente de la Redención o el "Viejo puente del Nilo Blanco") es un puente de viga de acero en Sudán en la carretera que conecta a Jartum por el Nilo Blanco a Omdurman.
El puente fue construido entre 1924 y 1926 por Dorman Long: tiene 613 metros de largo y se apoya en siete pares de pilares redondos.